# Boarmia idiochroa
Boarmia idiochroa là một loài bướm đêm trong họ Geometridae.